# Gümüşhane
Gümüşhane és una ciutat de Turquia, cap del districte del mateix nom i de la província de Gümüşhane, a la regió de la mar Negra. Està propera al riu Harşit a la riba de l'afluent Musalla deresi, a 1227 metres sobre el nivell de la mar i a uns 65 km al sud-est de Trebisonda. D'acord amb el cens del 2010, la població del centre urbà de Gümüşhane és de 28,620 habitants. La superfície del districte és de 1789 km². El nom vol dir "La casa de Plata" ("plata" en turc és gümüş) per unes mines properes. La ciutat va portar el nom de Chaldia durant l'Imperi Romà d'Orient.
Al segle xix els grecs locals la van anomenar Argyròpolis (Ciutat de la Plata). A la rodalia hi ha les muntanyes Zigana-Trabzon al nord, les muntanyes Çimen al sud, les muntanyes de Giresun a l'oest, i Pulur i les muntanes Soğanlı a l'est. A les muntanyes Zigana hi ha una estació d'esquí. La muntanya més alta és el pic Abdal Musa (3.331 m.). Abunden els pins anomenats d'Escòcia. Hi ha diversos llacs com el Karanlık Göl, Beş Göller, Artebel Gölü, Kara Göller (al cim de la muntanya Gavurdağı) que són parcs naturals; les muntanyes formen el 56% de la superfície de la província. A la seva zona d'influència hi ha diverses llocs històrics com la ciutat de Satala (moderna vila de Satak) que fou el principal camp militar romà oriental, protegit pel Ministeri de Cultura i Turisme. La famosa mesquita Süleymaniye, construïda pel sultà Solimà el Magnífic, es troba a l'antic assentament de Gümüşhane. La mesquita Küçük Mosque i la mesquita de la vila de Çit Village són monuments destacats de la ciutat; diverses esglésies com Santa Çakallı, Santa Terzili, Kalur Rock, Samamoni, i Theodor són també notables. Hi ha diverses coves a la rodalia com la Karaca de 150 metres, entre Torul i Gümüşhane, amb estalactites i estalagmites. Diversos altiplans al mig del bosc com Zigana, Taşköprü, Artabel, Şiran i Kalis serveixen en algun cas per organitzar festivals a l'estiu. Les postres pestil i köme són especialitats locals.

## Història
Gymnias és una ciutat esmentada a l'Anàbasi, descrita com una gran i prospera ciutat habitada, on van arribar els "deu mil" després de passar per Harpasos. Hauria estat ubicada prop de la moderna Bayburt. Grote pensa que es tracta de Gümüşhane per unes mines properes a la carretera entre Trebisonda i Erzerum, on hi ha unes mines de plata, el que explicaria que els deu mil trobessin una ciutat gran i prou poblada al mig d'una regió de llogarets petits i de tribus mig salvatges com els calibis, els macrons, i els escitins.
Al segle xiii ja existia amb el nom de Kumish, esmentada per Ibn Battuta. Marco Polo assenyala l'existència d'unes mines de plata. Les mines es van esgotar al segle xix i el 1836 ja només tenien 50 o 60 treballadors i al cap de pocs anys l'explotació, que no era rendible, es va aturar. Un intent de reprendre l'explotació el 1883 va fracassar.
El 1916 fou ocupada per Rússia i la ciutat va sortir de la guerra en ruïnes. La minoria grega i armènia, la meitat dels seus tres mil habitants el 1900, va ser massacrada o va haver de marxar el 1922.